# Robinsons Summit Center
Le Robinsons Summit Center est un gratte-ciel de bureaux construit à Makati dans l'agglomération de Manille aux Philippines en 2001.
Son ancien nom était JG Summit.
Les architectes sont l'agence américaine Hellmuth, Obata & Kassabaum ainsi que l'agence philippine Coscoluella.